# Кометошукач

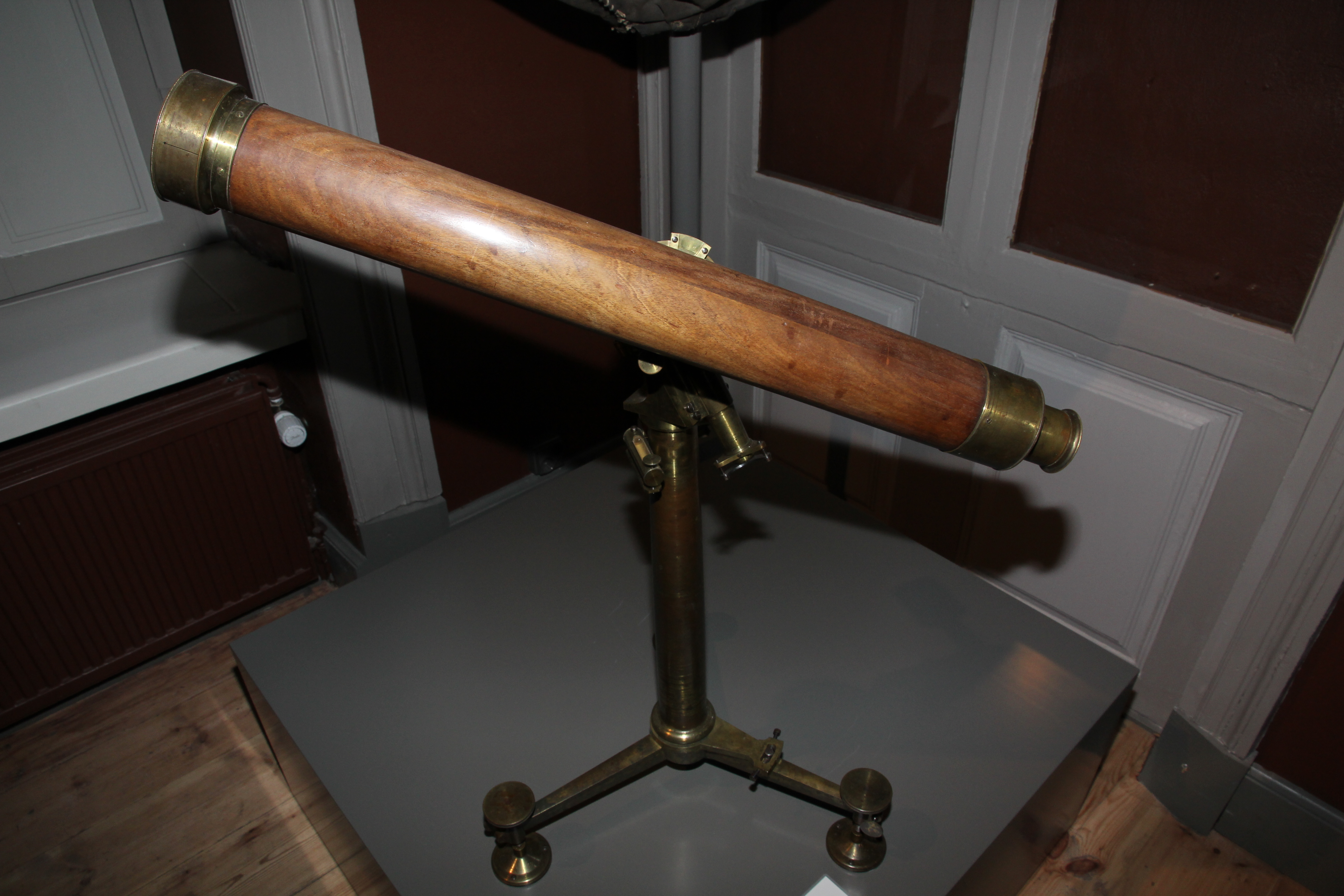
Кометошукач Гельсінської обсерваторії. Виготовлений Утшнайдером і Фраунгофером у 1830-х роках.

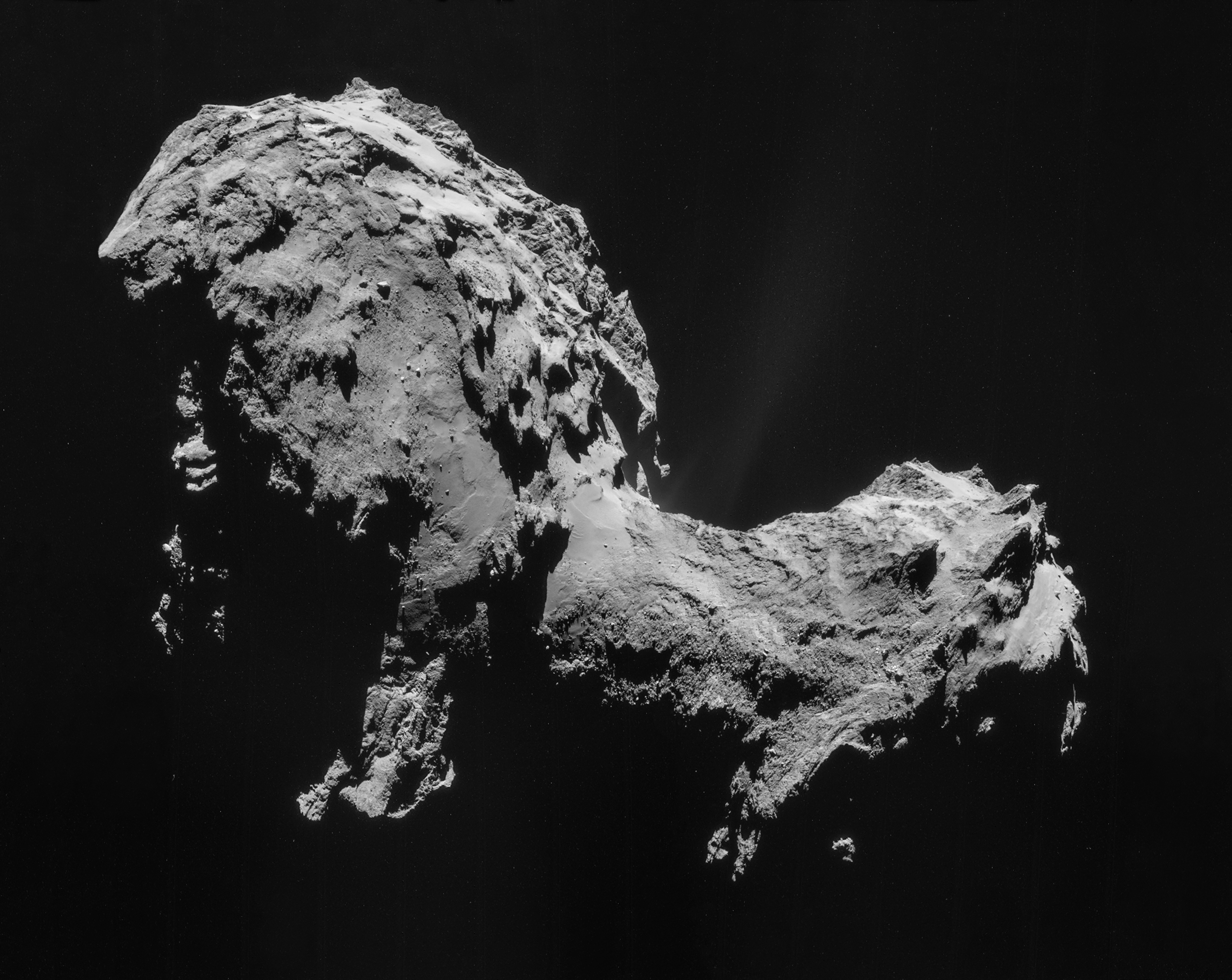
Крупний план комети Чурюмова — Герасименко, знятої космічним апаратом Розетта

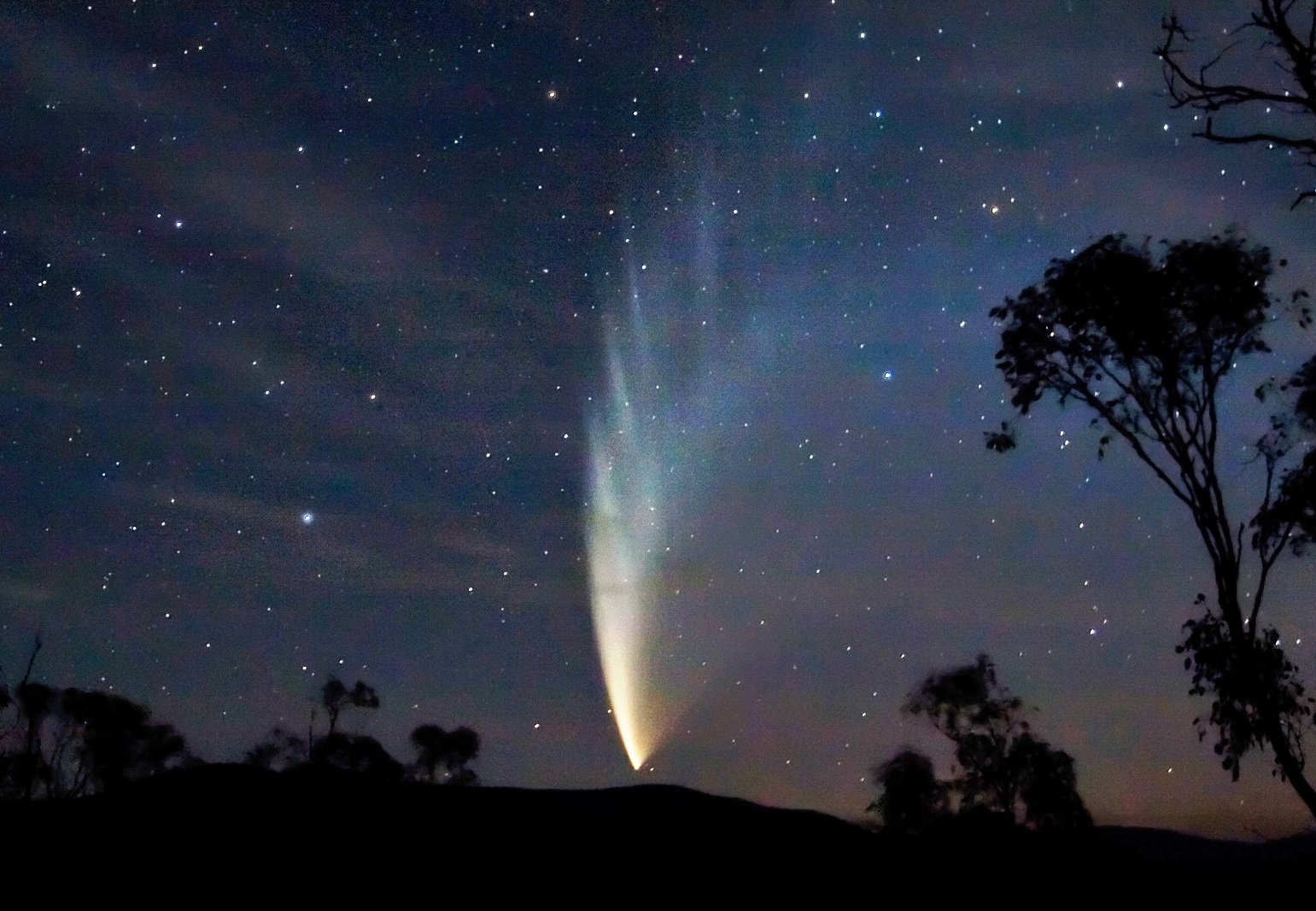
Комета, спостережувана з Землі

Кометошукач — тип невеликого телескопа, спеціально пристосованого для пошуку комет: зазвичай з малою фокусною відстанню та великою апертурою, щоб забезпечити найбільшу яскравість світла.

## Конструкція
Телескопи-кометошукачі відомі своєю короткою фокусною відстанню, але широким полем зору.

## Приклади
Кометошукач з апертурою близько 3,9 дюйма був встановлений у Військово-морській обсерваторії США в 1843 році, а пізніше, в 1866 році, перевезений до Смітсонівського музею. Він мав апертуру 4 дюйми (10,2 см) і був виготовлений компанією Utzschneider & Fraunhofer у Мюнхені. Він працював як частина комплексу з кількох інших інструментів, включно з більшим рефрактором на екваторіальній установці, меридіанним транзитом, настінним колом тощо.
Обсерваторія Маркрі в 1842 році замовила 3-дюймовий кометошукач на екваторіальному монтуванні, розроблений Ертелем, та використовувала його до 1874 року. У квітні 1848 року цей кометошукач дозволив відкрити астероїд 9 Метис. Його відкрив асистент Едварда Купера Ендрю Грем, який працював у цій обсерваторії до 1860 року. За допомогою цього кометошукача Грем також спостерігав і замальовував туманність Оріона.

Кометошукач з апертурою 8,6 см використовували для створення зоряного каталогу Боннського огляду в Боннській обсерваторії у XIX столітті.
У 1866 році кометошукач з апертурою 18 см придбала Марсельська обсерваторія у Франції.